# Copa Colombia 2021
Die Copa Colombia 2021, nach dem Sponsor BetPlay auch 2021 Copa BetPlay Dimayor genannt, war eine Austragung des kolumbianischen Pokalwettbewerbs im Fußball der Herren. Am Pokalwettbewerb nahmen alle Mannschaften der Categoría Primera A und der Categoría Primera B teil. Vorjahressieger war Independiente Medellín.
Der Pokalsieger qualifiziert sich für Copa Libertadores 2022.

## Modus
Der Modus war wieder wie der Modus bei der Copa Colombia 2018 sowie der Copa Colombia 2020. Der Pokal findet komplett im K.-o.-System statt. In der ersten und zweiten Runde treffen die 16 Teams der zweiten Liga mit Hin- und Rückspiel aufeinander. In der dritten Runde spielen die vier siegreichen Zweitligisten der zweiten Runde mit den zehn Erstligisten, die in der Gesamttabelle 2020 die unteren Plätze belegten. Im Achtelfinale kommen dann die international startenden Mannschaften (América de Cali, Santa Fe, Junior, Atlético Nacional, Deportes Tolima, La Equidad, Deportivo Pasto und Deportivo Cali) hinzu sowie der beste nicht international spielende Klub aus 2020 (Águilas Doradas). Wie 2018 gespielt und 2020 geplant wird in jeder Runde Hin- und Rückspiel ausgetragen.

## Teilnehmer
Die folgenden Vereine nahmen an der Copa Colombia 2021 teil:
| Categoría Primera A    | Categoría Primera B  |
| ---------------------- | -------------------- |
| Alianza Petrolera      | Atlético FC          |
| América de Cali        | Barranquilla FC      |
| Atlético Bucaramanga   | Bogotá FC            |
| Atlético Nacional      | Atlético Huila       |
| Boyacá Chicó           | Boca Juniors de Cali |
| Deportivo Pereira      | Cortuluá             |
| Deportes Tolima        | Deportes Quindío     |
| Deportivo Cali         | Fortaleza FC         |
| Deportivo Pasto        | Leones FC            |
| Envigado FC            | Llaneros FC          |
| Independiente Medellín | Orsomarso SC         |
| Independiente Santa Fe | Real Cartagena       |
| Jaguares de Córdoba    | Real San Andrés      |
| Junior                 | Tigres FC            |
| La Equidad             | Valledupar FC        |
| Millonarios            | Unión Magdalena      |
| Once Caldas            |                      |
| Patriotas Boyacá       |                      |
| Rionegro Águilas       |                      |

## 1. Runde
In der ersten Runde treffen die 16 Zweitligisten aufeinander. Dabei wurden die acht bestplatzierten Teams der Gesamttabelle 2020 gegen die weiteren sechs Teams gelost. Die besserplatzierten Teams hatten im Rückspiel Heimrecht.
|                      | Gesamt |                  | Hinspiel | Rückspiel |
| -------------------- | ------ | ---------------- | -------- | --------- |
| Real Cartagena       | 5:3    | Atlético Huila   | 2:1      | 3:2       |
| Real Santander       | 3:2    | Cortuluá         | 1:1      | 2:1       |
| Barranquilla FC      | 2:1    | Deportes Quindío | 1:1      | 1:0       |
| Boca Juniors de Cali | 2:1    | Unión Magdalena  | 1:0      | 1:1       |
| Orsomarso SC         | 0:1    | Valledupar FC    | 0:0      | 0:1       |
| Tigres FC            | 2:1    | Bogotá FC        | 0:1      | 2:0       |
| Fortaleza FC         | 1:2    | Leones FC        | 0:0      | 1:2       |
| Valledupar FC        | 0:4    | Llaneros FC      | 0:0      | 0:4       |

## 2. Runde
An der zweiten Runde nehmen die acht Sieger der ersten Runde teil. Die jeweilige Mannschaft, die in der ersten Runde mehr Punkte erzielt hat, hat im Rückspiel Heimrecht.
|             | Gesamt |                      | Hinspiel | Rückspiel |
| ----------- | ------ | -------------------- | -------- | --------- |
| Llaneros FC | 1:0    | Real Cartagena       | 0:0      | 1:0       |
| Leones FC   | 1:5    | Real Santander       | 1:3      | 0:2       |
| Tigres FC   | 1:4    | Barranquilla FC      | 1:1      | 0:3       |
| Leones FC   | 3:4    | Boca Juniors de Cali | 2:0      | 1:4       |

## 3. Runde
An der dritten Runde nehmen die vier Sieger der zweiten Runde sowie die zehn Mannschaften der Categoría Primera A 2020, die in der Gesamttabelle am schlechtesten platziert waren, teil. Den drei bestplatzierten Mannschaften der Gesamttabelle der Categoría Primera A 2020 dieser Runde und den vier Siegern der zweiten Runde wurden die sieben übrigen Mannschaften anhand des Platzes in der Gesamttabelle 2020 zugeteilt.
|                        | Gesamt    |                      | Hinspiel | Rückspiel |
| ---------------------- | --------- | -------------------- | -------- | --------- |
| Boyacá Chicó           | 3:4       | Llaneros FC          | 1:2      | 2:2       |
| Patriotas Boyacá       | (a)3:3(a) | Real Santander       | 1:0      | 2:3       |
| Jaguares de Córdoba    | 3:2       | Barranquilla FC      | 3:0      | 0:2       |
| Deportivo Pereira      | 2:0       | Boca Juniors de Cali | 1:0      | 1:0       |
| Alianza Petrolera      | 2:1       | Millonarios FC       | 1:0      | 1:1       |
| Independiente Medellín | 4:2       | Once Caldas          | 1:1      | 3:1       |
| Atlético Bucaramanga   | 3:2       | Envigado FC          | 1:1      | 2:1       |

## Achtelfinale
Die sieben Sieger der dritten Runde wurden den acht kolumbianischen Teilnehmern an internationalen Wettbewerben sowie dem besten Gesamtplatzierten 2019 Águilas Doradas zugelost. Heimrecht im Rückspiel hatten die Sieger der dritten Runde sowie Águilas Doradas.
|                   | Gesamt    |                        | Hinspiel | Rückspiel |
| ----------------- | --------- | ---------------------- | -------- | --------- |
| La Equidad        | 1:0       | Llaneros FC            | 1:0      | 0:0       |
| Atlético Nacional | 5:1       | Patriotas Boyacá       | 3:0      | 2:1       |
| América de Cali   | (a)1:1(a) | Jaguares de Córdoba    | 0:0      | 1:1       |
| Atlético Junior   | 4:5       | Deportivo Pereira      | 4:3      | 0:2       |
| Deportivo Pasto   | 6:3       | Alianza Petrolera      | 3:1      | 3:2       |
| Deportivo Cali    | 5:3       | Independiente Medellín | 2:2      | 3:1       |
| Santa Fe          | 2:0       | Atlético Bucaramanga   | 1:0      | 1:0       |
| Deportes Tolima   | 0:0       | Águilas Doradas        | 1:0      | 0:0       |

## Viertelfinale
|                 | Gesamt    |                   | Hinspiel | Rückspiel |
| --------------- | --------- | ----------------- | -------- | --------- |
| Santa Fe        | (a)2:2(a) | Atlético Nacional | 2:1      | 0:1       |
| América de Cali | 2:3       | Deportivo Cali    | 2:2      | 0:1       |
| Deportivo Pasto | (a)4:4(a) | Deportivo Pereira | 3:2      | 1:2       |
| La Equidad      | 0:2       | Deportes Tolima   | 0:0      | 0:2       |

## Halbfinale
Das Heimspielrecht im Rückspiel bekommt der Besserplatzierte in der Gesamttabelle 2020 ab.
|                 | Gesamt    |                   | Hinspiel | Rückspiel |
| --------------- | --------- | ----------------- | -------- | --------- |
| Deportes Tolima | (a)1:1(a) | Deportivo Pereira | 0:0      | 1:1       |
| Deportivo Cali  | 2:3       | Atlético Nacional | 2:2      | 0:1       |

## Finale
Heimrecht im Rückspiel hatte die Mannschaft, die in der Finalrunde mehr Punkte erzielt hat. Das Hinspiel wurde am 10. und das Rückspiel am 24. November 2021 ausgetragen.
|                   | Gesamt |                   | Hinspiel | Rückspiel |
| ----------------- | ------ | ----------------- | -------- | --------- |
| Atlético Nacional | 5:1    | Deportivo Pereira | 5:0      | 0:1       |